# Webo
Webo (Eigenschreibweise WEBO) ist ein Musikalbum von Charles Gayle, William Parker  und Milford Graves. Die am 7. und 8. Juni 1991 im Veranstaltungsort WEBO in New York City entstandenen Aufnahmen erschienen 2024 in der Reihe Black Editions Archive des Independent-Labels Black Editions von Peter Kolovos.

## Hintergrund
William Parker arbeitete nicht oft mit dem Schlagzeuger Milford Graves zusammen; zu Graves’ Lebzeiten (er starb im Februar 2021, wenige Monate vor seinem 80. Geburtstag) wurde nur eine dieser Aufnahmen veröffentlicht: Beyond Quantum, eine Triosession aus dem Jahr 2008 mit dem Saxophonisten Anthony Braxton für John Zorns Label Tzadik. Doch seit seinem Tod sind zwei weitere erschienen; die erste war Historic Music Past Tense Future, ein Live-Mitschnitt aus dem Jahr 2002 mit dem Saxophonisten Peter Brötzmann. 2024 wurde die Dreifach-LP Webo veröffentlicht, aufgenommen im Juni 1991 in einem kurzlebigen Veranstaltungsort in der Lower East Side namens Webo, mit Charles Gayle. Allen Berichten von Zeitzeugen zufolge sollen die Auftritte legendär gewesen sein, schrieb Vanessa Ague. Eine Aufnahme dieser Konzerte war jedoch nicht erschienen.
Die Musiker hatten jedoch dafür gesorgt, dass ihre Musik auf Band aufgenommen wurde, aber die Bänder lagen bis zu seinem Tod in Graves’ Archiven. Dieses zweistündige Album enthält Musik von beiden Abenden eines Auftritts von 1991; die Cover-Art zeigt ein Gemälde des Künstlers Jeff Schlanger, das er an Ort und Stelle fertigte, während die Musik entstand.

## Titelliste
- Milford Graves, William Parker & Charles Gayle: Webo[3]

A1 20:45

B1 20:54

C1 3:38

C2 3:08

C3 8:58

D1 3:08

E1 12:58

E2 10:51

F1 5:50

F2 11:50

F3 4:00

## Rezeption
Wie man erwarten könne, sei es ein furchterregend klingendes Dokument, schrieb Phil Freeman (Ugly Beauty/Stereogum). Dies sei eine Zeit gewesen, in der Free Jazz dieser Art einige echte Höhepunkte erreicht habe – ein paar Monate später nahmen Gayle und Parker Touchin’ On Trane in Berlin mit Rashied Ali am Schlagzeug auf –, aber immer noch ein Phänomen der Underground-Szene war. Dies sei Musik für eingefleischte Fans gewesen, die keine Zugeständnisse an Außenseiter machte, aber wenn man in die Szene/Welt eingeweiht war, konnte es das Einzige sein, was man hören wollte. Das Tolle an diesem extrem gut aufgenommenen Dokument sei, dass man die Komplexität und Tiefe der Interaktion zwischen diesen drei Männern hören könne. Graves sei ein außerordentlich kraftvoller Schlagzeuger, aber er würde sich mehr für seine Snare Drum und Tomtoms interessieren als für seine Fußmaschine oder Hi-Hat; er begann als Timbales-Spieler, und das höre man immer in seinem Spiel. Gayle agiere so frei, wie man nur sein könne, aber er mache hier nicht nur Lärm; das Stück „C3“ habe so viel melodischen Gehalt wie jeder Jazzstandard. Und Parker sei nicht nur der Kitt, der das Ganze zusammenhalte, obwohl er das manchmal definitiv tut; er habe auch eine melodische Stimme, wenn er seinen Bogen nimmt, um fast mit Gayle zu harmonieren, „als wären sie zwei Schlittenhunde, die in der arktischen Nacht singen“. Free Jazz, der mit diesem Maß an Hingabe und Intensität gespielt wird, sei stets absolut und nicht jedermanns Sache. Aber wenn man sich auf seine Frequenz einstellen könne, gebe es nichts Vergleichbares.
Mit Webo sei die Musik dieses Trios endlich gefunden und veröffentlicht worden, schrieb Vanessa Ague in The Quietus. Sie sei der Beweis für die schiere Größe dieser besonderen Abende und für die kraftvolle Stimme des Trios, die auch 33 Jahre später noch Blitze sprühen lasse. Als sie im Webo auftraten, hatten Gayle, Graves und Parker nur ein paar öffentliche Auftritte zusammen absolviert, doch sie würden unglaublich synchron spielen und eine Interaktion pflegen, die elektrisierend sei. Obwohl sich jeder Spieler nahtlos in die anderen einfügt, schaffe sich jeder auch tief in seine eigene Technik rein: Gayle grabe den hohen Tonumfang des Saxophons aus, Graves hebe die krachenden und rauen Becken hervor, die sein kompliziertes Spiel ausmachten, und Parker gehe tief in seinem Bogenspiel und lege mit jedem Schlag die Körnigkeit seines Basses frei. Gemeinsam würden sie mit ihrer Musik diese konkurrierenden Texturen erkunden und aus dem Inneren ihrer Instrumente kinetische Klangwelten formen.
Im Kern sei Webo eine Einladung, die Freude, das Feuer und die Magie zu erleben, die in diesen flüchtigen Nächten im Raum herrschten, so Vanessa Ague. Mit dem Schluss „F3“ gelinge es, „die flüchtige Kraft“ des Abends am stärksten einzufangen: „Ein luftiges Pfeifen brodelt zwischen dröhnenden Trommeln und Stakkato-Tönen wie ein Punkt am Ende eines Satzes, der noch nicht beim letzten Wort angekommen ist, und baut mit jedem Schlag Energie auf. Und dann, auf einmal, lässt sich das Trio völlig gehen. Der Raum füllt sich mit der Art von weltbewegendem Lärm, der dreißig Jahre nach seinem letzten Echo und in der Zukunft weiterleben wird.“
Dies sei purer, ungeschnittener New Yorker Free-Jazz vom Feinsten, live eingefangen im Jahr 1991, mit einem Bandformat, das an [Alben wie] Spiritual Unity und andere düstere Trio-Klassiker erinnere, schrieb Hank Shteamer in Dark Forces Swing. Allerdings würde niemand Spieler in der Größenordnung von Gayle, Parker und Graves jemals mit jemand anderem verwechseln.